# ماري ريبيرو
ماري ريبيرو (بالبرتغالية: Isadora Ribeiro‏) هي ممثلة برازيلية، ولدت في 13 يوليو 1965 في البرازيل.

## وصلات خارجية
- ماري ريبيرو على موقع IMDb (الإنجليزية)
- ماري ريبيرو على موقع قاعدة بيانات الفيلم (الإنجليزية)